# Alfred Ernst (Politiker)

Alfred Ernst

Alfred Ernst (* 17. November 1895 in Stendal; † 23. März 1953 in Hoya) war ein deutscher Offizier und Politiker.

## Leben
Nach dem Schulabschluss trat Ernst der Armee bei und war 1914 bei Kriegsbeginn Teilnehmer der Unteroffiziersschule. Im Krieg war er zunächst bei der Infanterie und später bei den Heeresfliegern als Pilot eingesetzt.
Nach der deutschen Kapitulation kämpfte er in der 3. russischen Flieger-Division im Baltikum. 1919 kehrte er in den deutschen Heeresdienst zurück und wurde zum Leutnant befördert. Aufgrund seiner Mitwirkung am Kapp-Putsch schied er nach dessen Niederschlagung am 22. April 1920 aus der Reichswehr aus. Später arbeitete er als kaufmännischer Angestellter in Oschersleben.
Zum 1. August 1929 trat er der NSDAP bei (Mitgliedsnummer 144.159). Er schloss sich auch der SA an und war für die SA Oberführer in Halle, später SA-Brigade- und ab 1942 SA-Gruppenführer der SA-Gruppe Berlin-Brandenburg.
Am 5. März 1933 wurde Alfred Ernst in den Preußischen Landtag gewählt. Später war er Reichstagsabgeordneter für den Wahlkreis 11 (Merseburg) in der Zeit des Nationalsozialismus. Er lebte in Halle (Saale).